# Jihočeská televize
Jihočeská televize je česká regionální televizní stanice, která nyní vysílá v multiplexu 24 společnosti Digital Broadcasting v Jihočeském kraji. Vysílání je možné zachytit z vysílačů České Budějovice – Kleť na kanálu 30 a Prachatice – Křepelice na kanálu 36. 30minutový blok obsahuje zpravodajství z Jihočeského kraje a blízkého okolí. Premiéru svého vysílání spouští každý den od 17.00 hodin.

## Skladba vysílání
Každý den je zde vysíláno aktuální zpravodajství, publicistické pořady a diskuze o regionálních tématech, o kterých také televize vydává články na své webové stránky.